# Reblochon
Reblochon er en komælksost fra de franske alper. Den spises med brød, eller i den regionale ret Tartiflette, som er en gratin med reblochon, kartofler, spæk og løg.